# Alfredo Lim
Alfredo Siojo Lim (Manilla, 21 december 1929 - 8 augustus 2020) was een politicus in de Filipijnen. Lim was jarenlang burgemeester van de Filipijnse hoofdstad Manilla en stond wel bekend als Dirty Harry.

## Biografie
Lim werd bij de verkiezingen van 2007 voor de tweede keer in zijn carrière gekozen als burgemeester van Manilla, nadat hij er al eerder van 1992 to 1998 burgemeester was. Daarna was Lim presidentskandidaat tijdens de verkiezingen van 1998 die uiteindelijk gewonnen werden door Joseph Estrada en was hij korte tijd minister van Binnenlandse zaken en lokale overheid in de regering van Estrada tot deze in 2001 werd opgevolgd door Gloria Macapagal-Arroyo. In 2004 werd hij voor een termijn van zes jaar gekozen als senator. Door zijn verkiezing tot burgemeester van Manilla bleef zijn zetel in het Filipijnse Senaat vacant tot de verkiezingen van 2010. In 2010 werd Lim herkozen. Bij de verkiezingen van 2013 verloor hij echter van voormalig president Joseph Estrada.
Lim overleed in 2020 op 90-jarige leeftijd nadat hij kort daarvoor werd opgenomen in een ziekenhuis in Manilla nadat hij Covid-19 opliep.